# Sturmgeschütz-Brigade 301
De Sturmgeschütz-Abteilung 301 / Sturmgeschütz-Brigade 301 / Heeres-Sturmgeschütz-Brigade 301 was tijdens de Tweede Wereldoorlog een Duitse Sturmgeschütz-eenheid van de Wehrmacht ter grootte van een afdeling, uitgerust met gemechaniseerd geschut. Deze eenheid was een zogenaamde Heerestruppe, d.w.z. niet direct toegewezen aan een divisie, maar ressorterend onder een hoger commando, zoals een legerkorps of leger.
Deze Sturmgeschütz-eenheid kwam in actie aan het oostfront gedurende zijn hele bestaan, meest in de centrale sector en eindigde de oorlog in Tsjechië.

## Krijgsgeschiedenis

### Sturmgeschütz-Abteilung 301
Sturmgeschütz-Abteilung 301 werd opgericht op 14 oktober 1943 in Tours onder “Aufstellungsstab West”. Een deel van het personeel kwam van de 3e Batterij van Sturmgeschütz-Abteilung 243, evenals de commandant. Eind januari 1944 werd de Abteilung verplaatst naar Sagan, waar ook de nog missende Sturmgeschützen en uitrusting verkregen werden.
Op 14 februari 1944 werd de Abteilung omgedoopt in Sturmgeschütz-Brigade 301.

### Sturmgeschütz-Brigade 301
De omdoping in Sturmgeschütz-Brigade betekende echter geen organisatorische verandering, de samenstelling bleef gelijk. Medio februari ging de brigade dan op transport naar het oostfront. De 1e Batterij ging naar Tarnapol en de rest naar Proskoerov. De 1e Batterij ging ten onder in het omsingelde Tarnopol en niet één lid van deze batterij overleefde dit en Sovjet gevangenschap. De rest van de brigade werd in maart 1944 de Kamenetz-Podolsk-pocket ingedreven en was belangrijk in de uitbraak begin april. In april was de brigade gekoppeld aan de 101e Jägerdivisie en vocht in het gebied Stanislau tot 5 mei 1944. De daaropvolgende weken kreeg de brigade een opfrissing bij Monasterzyska.
Op 10 juni 1944 werd de brigade omgedoopt in Heeres-Sturmgeschütz-Brigade 301.

### Heeres-Sturmgeschütz-Brigade 301
Na de start van het Sovjet Lviv–Sandomierz Offensief raakte de brigade ingesloten in Lemberg en kon met stevige verliezen uitbreken richting de Karpaten. De aansluiting bij het front kon pas weer plaatsvinden in augustus bij Ungvár in Noord-Hongarije. De brigade was van 19 juli tot 10 augustus 1944 toegewezen aan de 101e Jägerdivisie en behoede deze divisie een aantal malen van zekere vernietiging. De brigade kreeg een oppervlakkige opfris bij Sambor, terwijl een Kampfgruppe deelnam aan gevechten bij de Dukla-pas. Daarna nam de brigade deel in het neerslaan van de Slowaakse Nationale Opstand. Vanaf oktober volgde een herbouw bij KrakauHet was de bedoeling door toevoeging van een Begleit-Grenadier-Batterie er een Heeres-Sturmartillerie-Brigade van te maken, maar dit ging niet door. Medio november ging de brigade naar Tarnów en bleef hier tot medio januari 1945. Bij het begin van het Sovjet winteroffensief kon de brigade in eerste instantie goed weerstand bieden, maar werd al snel overspoeld. Er volgde een inzet bij Krakau en een terugtocht tot Oberglogau, waar de brigade ingesloten raakte en met zware verliezen (o.a. de commandant) uitbrak. Tegen begin mei was de brigade in actie rond Olomouc (Duits: Olmütz) en probeerde daarna naar het westen weg te komen.

### Einde
De Heeres-Sturmgeschütz-Brigade 301 capituleerde op 8 mei 1945 rond de Moldau.

## Samenstelling
- Staf
- 1e Batterij
- 2e Batterij
- 3e Batterij
- Begleit-Grenadier-Batterie, ofwel een compagnie begeleidingssoldaten, vanaf 12 april 1945

## Commandanten
| Rang         | Naam           | Begin           | Eind               |
| ------------ | -------------- | --------------- | ------------------ |
| Major        | Jan Sekira     | 14 oktober 1943 | 1 mei 1944 †       |
| Oberleutnant | Simon          | mei 1944        | mei 1944           |
| Major        | Werner Siebert | 18 mei 1944     | 21(?) maart 1945 † |

Major Sekira werd gedood door een plotselinge Stalinorgel beschieting van de Sovjets. Oberleutnant Simon was tijdelijk commandant. Major Siebert sneuvelde bij de uitbraak van Oberglogau.